# FK Kamaz Naberejnye Tchelny
Maillots
Actualités
Le Futbolny klub Kamaz (en russe : Футбольный клуб «КАМАЗ»), plus communément appelé Kamaz Naberejnye Tchelny, est un club russe de football basé à Naberejnye Tchelny.
Fondé à l'usine locale KamAZ en 1981, le club grimpe progressivement les échelons, débutant la même année au niveau municipal avant d'intégrer le championnat du Tatarstan dès la saison suivante. Il prend ensuite part au championnat de la RSFS de Russie en 1987 avant de découvrir le niveau professionnel en entrant dans la troisième division soviétique l'année d'après. Après la chute de l'Union soviétique en 1991, le Kamaz est placé au sein de la nouvelle deuxième division russe en 1992, dont il parvient à être promu la même année.
Découvrant ainsi l'élite lors de la saison 1993, il y passe cinq saisons au cours desquelles il atteint notamment la sixième place du championnat en 1994 avant de prendre part à la Coupe Intertoto deux ans plus tard. Rencontrant par la suite de nombreux soucis financiers, le Kamaz est finalement relégué à l'issue de l'exercice 1997 et tombe dès 1999 en troisième division. Il retrouve le deuxième échelon en 2004 et devient un acteur régulier du haut de classement pour le restant des années 2000, finissant régulièrement parmi les cinq premiers mais sans jamais atteindre la promotion.
À nouveau affecté par des problèmes financiers, le club est forcé de quitter la deuxième division à l'issue de la saison 2011-2012 et évolue depuis entre la troisième et le deuxième échelons.
Le club évolue depuis sa fondation au stade Kamaz, d'une capacité de 6 248 places. Ses couleurs principales sont le bleu et le blanc.

## Histoire

### Débuts dans le football soviétique (1981-1991)
Le club est créé en 1981 à l'usine KamAZ de Naberejnye Tchelny sous le nom Troud-PRZ. Ses fondateurs sont Vadim Paslov, qui en devient président, et Valeri Tchetverik, qui en devient entraîneur. Après avoir remporté le championnat municipal en 1982, l'équipe intègre l'année suivante le championnat du Tatarstan où elle évolue jusqu'en 1987, année qui la voit rejoindre la zone Volga du championnat de la RSFS de Russie, où elle termine deuxième derrière le Tekstilchtchik Kamychine. Le retrait en 1988 du Turbina, autre club de la ville, de la troisième division soviétique amène à son remplacement par le Troud-PRZ, qui est renommé Torpedo dans la foulée et intègre ainsi le monde professionnel cette année-là. L'équipe passe par la suite quatre années à cet échelon, adoptant par ailleurs le nom Kamaz en 1990, jusqu'à la chute de l'Union soviétique en 1991.

### Montée et passage dans l'élite (1992-1997)
Avec la fin du système soviétique et l'organisation du football russe, le Kamaz est intégré au sein du groupe Centre de la nouvelle deuxième division en 1992. Ses débuts à cet échelon sont un succès, l'équipe terminant largement premier de son groupe avec neuf points d'avance sur son dauphin le Torpedo Riazan, notamment porté par le buteur Viktor Pantchenko qui inscrit vingt-six buts au cours de la saison, lui permettant d'être promu en première division pour la première fois de son histoire. Le club fait ainsi ses débuts dans l'élite lors de la saison 1993. Il parvient à terminer dixième sur dix-huit en championnat tandis que Pantchenko termine meilleur buteur avec vingt-et-un buts marqués. Également portée par des joueurs comme Vladimir Klontsak, Ivan Vinnikov ou encore Platon Zakhartchouk, l'équipe parvient la saison suivante à accrocher la sixième place du championnat.
Terminant neuvième en 1995, le Kamaz se qualifie ainsi pour la Coupe Intertoto 1996 où il atteint les demi-finales avant d'être éliminé par l'EA Guingamp. Avec le vieillissement et le départ progressifs des cadres de l'équipe, ainsi que le manque croissant de fonds dû à la priorisation du Rubin Kazan par le gouvernement du Tatarstan, les résultats commencent à retomber à partir de 1996, qui voit le club finir quatorzième tandis que Valeri Tchetverik quitte finalement son poste après quinze années de service. Remplacé par le Lituanien Benjaminas Zelkevičius pour la saison suivante, les résultats ne s'améliorent pas et le club termine dernier du championnat à l'issue de l'année, étant de plus sanctionné d'un retrait de six points au mois de septembre à la suite du paiement tardif de l'indemnité de transfert de Iouri Choukanov au Baltika Kaliningrad,.

### Passage en troisième division (1998-2003)
Retrouvant la deuxième division en 1998, les dirigeants du Kamaz rappelle Tchetverik pour reprendre le poste d'entraîneur, mais celui-ci est rapidement après de mauvais résultats en début de saison et remplacé par Ivan Boutali. Les performances ne s'améliorent cependant pas par la suite et le club termine la saison à la vingt-deuxième et dernière place du championnat avec vingt-six points, très loin des places de maintien tandis qu'il subit un nouveau retrait de six points au mois de juillet pour des retards de paiement de plusieurs joueurs,.
L'équipe retrouve ainsi le troisième échelon pour la première fois depuis 1991, tandis que la plupart des joueurs restants décident de s'en aller en raison du manque d'argent, ce qui force les dirigeants à assembler un effectif composé principalement de jeunes joueurs locaux, incluant notamment le futur international russe Anton Bobior. Démarrant ainsi l'année 1999 avec une équipe dont la moyenne d'âge dépasse à peine les 17 ans, le Kamaz termine dixième du groupe Oural pour sa première saison. La nomination de Piotr Choubine au poste d'entraîneur voit l'équipe lutter pour les premières places, celle-ci terminant troisième en 2000 et en 2001, sans parvenir à obtenir la montée.
L'année 2002 voit le Kamaz être très rapidement largué en championnat tandis que trois entraîneurs différents se succèdent sur le banc, jusqu'à la nomination de Iouri Gazzaïev en septembre 2002, qui amène le club à une décevante sixième place. La saison suivante voit l'équipe faire son retour au premier rang, celle-ci se trouvant impliquée dans une course à trois avec le Loukoïl Tcheliabinsk et le Sodovik Sterlitamak pour la première place du nouveau groupe Oural-Povoljié. C'est finalement le Kamaz qui l'emporte à l'issue du championnat, accumulant en tout 94 points, soit un seul d'avance sur le Loukoïl et quatre sur le Sodovik, et retrouvant ainsi la deuxième division après cinq années au troisième échelon.

### Premiers rôles au deuxième échelon (2004-2012)
Le Kamaz connaît par la suite une période de grande stabilité, se classant perpétuellement entre la troisième et la cinquième place entre 2004 et 2010. L'équipe se démarque ainsi comme une des plus fortes de la compétition sans parvenir toutefois à terminer dans les places de promotion, ratant notamment de justesse la montée lors de la saison 2005 qui le voit finir troisième à deux points du Spartak Naltchik. Les autres années la voient généralement finir largement en retrait par-rapport aux équipes promues. Le Kamaz est un temps pressenti pour une promotion administrative à l'issue de la saison 2008, période qui voit de grandes discussions autour d'une éventuelle fusion FK Khimki et du Saturn Ramenskoïe, deux équipes de première division qui auraient laissées une place vacante reprise par le club. Cette fusion ne s'opère cependant pas et le club continue son passage au deuxième échelon.
Gazzaïev quitte son poste d'entraîneur à la fin de la saison 2009. Il est remplacé par Robert Ievdokimov, qui a joué pour le club à plusieurs reprises entre 1988 et 2003, qui amène l'équipe à une quatrième place en 2010. Le Kamaz est à nouveau pressenti pour une montée administrative après le retrait du Saturn Ramenskoïe de la première division et le refus de montée du troisième Nijni Novgorod, mais la place est finalement donnée au cinquième FK Krasnodar en raison de meilleures garanties financières.
La saison 2011-2012 voit le club connaître des difficultés financières croissantes, le poussant à vendre la plupart de ses joueurs pour les remplacer par des jeunes de son centre de formation. Après un début de saison probant voyant le Kamaz se classer à la première place au mois de septembre 2011, les résultats retombent fortement par la suite, avec notamment une série de six défaites d'affilée entre septembre et octobre débouchant sur une neuvième place à l'issue de la première phase de la saison, poussant le club hors de la poule de promotion réservée aux huit premiers avec un point de retard sur l'Oural Iekaterinbourg. Ievdokimov quitte par la suite son poste pour rejoindre le Gazovik Orenbourg en décembre 2011. Il est remplacé par Vladimir Klontsak qui maintient facilement le club à l'issue de la deuxième phase. Le Kamaz est cependant exclu de la deuxième division à l'intersaison en raison de garanties financières insuffisantes.

### Retour au troisième niveau et remontées ponctuelles (depuis 2012)
La saison 2012-2013 est ainsi marquée par de fortes incertitudes sur l'avenir du club, avec les refus de financement de la part du gouvernement tatarstanais ainsi que de l'usine KamAZ. Une partie des fonds proviennent alors de donations citoyennes. Également en difficultés sportivement, l'équipe finit ainsi dixième du groupe Oural-Povoljié. Un accord de coopération est finalement signé en juin 2013 entre le Kamaz et le Rubin Kazan, qui accepte de financer l'équipe, et notamment son centre de formation,. Cela permet ainsi à l'équipe de se reconstruire, celle-ci terminant troisième en 2014 avant de l'emporter largement dès la saison suivante, finissant première avec treize points d'avance sur le Zénith Ijevsk et retrouvant ainsi le deuxième échelon.
Son retour en deuxième division est cependant très compliqué, le club manquant toujours autant de fonds pour maintenir une équipe à ce niveau,. Les performances s'en ressentent et le Kamaz termine dernier du championnat à l'issue de la saison 2015-2016, comptant plus de vingt points de retard sur le maintien. Le club retrouve par la suite une place de milieu de classement au sein de la troisième division, terminant septième du groupe Oural-Privoljié en 2017 puis quatrième l'année suivante. Klontsak quitte par ailleurs son poste d'entraîneur en décembre 2017 pour être remplacé par Ievgueni Iefremov, qui a évolué au club entre 1995 et 1998 et dirige l'équipe jusqu'en juin 2019.
À l'issue de la saison 2020-2021, le Kamaz décroche la première place de son groupe dans les dernières minutes et retrouve le deuxième échelon sur le fil. Pour ce deuxième retour, le club échoue une nouvelle fois à se maintenir sportivement, finissant dix-septième et premier relégable en fin d'exercice. Il parvient cependant à tirer profit de la disparition du Spartak-2 Moscou durant l'intersaison pour être repêché pour la saison suivante.

## Bilan sportif

### Palmarès
| Période russe | Période soviétique |
| - Championnat de Russie - Sixième : 1994. - Coupe de Russie - Quarts de finale : 1994 et 1996. - Championnat de Russie de D2 - Vainqueur de groupe : 1992. - Championnat de Russie de D3 - Vainqueur de groupe : 2003 et 2015. | - Coupe d'Union soviétique - Soixante-quatrièmes de finale : 1991. - Championnat d'Union soviétique de D3 - Dixième : 1991. - Championnat d'Union soviétique de D4 - Vainqueur de groupe : 1990. |

### Classements en championnat
La frise ci-dessous résume les classements successifs du club en championnat.

### Bilan par saison
Légende
- Promotion en division supérieure
- Relégation en division inférieure

| Saison    | Championnat        | Championnat | Championnat | Championnat | Championnat | Championnat | Championnat | Championnat | Championnat | Championnat | Coupe d'URSS        |
| Saison    | Division           | Pos         | Pts         | J           | V           | N           | D           | BP          | BC          | Diff        | Coupe d'URSS        |
| --------- | ------------------ | ----------- | ----------- | ----------- | ----------- | ----------- | ----------- | ----------- | ----------- | ----------- | ------------------- |
| 1988      | 3e Zone 2          | 14e         | 28          | 32          | 8           | 12          | 12          | 32          | 36          | -4          | —                   |
| 1989      | 3e Zone 2          | 7e          | 48          | 42          | 20          | 8           | 14          | 59          | 50          | +9          | —                   |
| 1990      | 4e Zone 7          | 1er         | 47          | 32          | 21          | 5           | 6           | 67          | 26          | +41         | —                   |
| 1991      | 3e Centre          | 10e         | 41          | 42          | 19          | 3           | 20          | 60          | 55          | +5          | 64es de finale      |
| Saison    | Championnat        | Championnat | Championnat | Championnat | Championnat | Championnat | Championnat | Championnat | Championnat | Championnat | Coupe de Russie     |
| Saison    | Division           | Pos         | Pts         | J           | V           | N           | D           | BP          | BC          | Diff        | Coupe de Russie     |
| 1992      | 2e Centre          | 1er         | 55          | 34          | 26          | 3           | 5           | 78          | 19          | +59         | —                   |
| 1993      | 1re                | 10e         | 30          | 34          | 12          | 6           | 16          | 45          | 53          | -8          | Seizièmes de finale |
| 1994      | 1re                | 6e          | 31          | 30          | 11          | 9           | 10          | 38          | 38          | 0           | Quarts de finale    |
| 1995      | 1re                | 9e          | 38          | 30          | 10          | 8           | 12          | 34          | 30          | +4          | Huitièmes de finale |
| 1996      | 1re                | 14e         | 36          | 34          | 10          | 6           | 18          | 43          | 57          | -14         | Quarts de finale    |
| 1997      | 1re                | 18e         | 21-6        | 34          | 8           | 3           | 23          | 38          | 75          | -37         | Seizièmes de finale |
| 1998      | 2e                 | 22e         | 26-6        | 42          | 7           | 5           | 30          | 32          | 82          | -50         | Huitièmes de finale |
| 1999      | 3e Oural           | 10e         | 40          | 30          | 11          | 7           | 12          | 41          | 46          | -5          | 128es de finale     |
| 2000      | 3e Oural           | 3e          | 64          | 30          | 20          | 4           | 6           | 80          | 23          | +57         | Tour préliminaire   |
| 2001      | 3e Oural           | 3e          | 64          | 30          | 21          | 1           | 8           | 81          | 26          | +55         | 256es de finale     |
| 2002      | 3e Oural           | 6e          | 51          | 28          | 15          | 6           | 7           | 41          | 24          | +17         | 32es de finale      |
| 2003      | 3e Oural-Povoljié  | 1er         | 94          | 38          | 30          | 4           | 4           | 85          | 20          | +65         | 64es de finale      |
| 2004      | 2e                 | 4e          | 69          | 42          | 19          | 12          | 11          | 52          | 49          | +3          | Seizièmes de finale |
| 2005      | 2e                 | 3e          | 84          | 42          | 26          | 6           | 10          | 80          | 32          | +48         | Seizièmes de finale |
| 2006      | 2e                 | 4e          | 77          | 42          | 22          | 11          | 9           | 54          | 26          | +28         | 32es de finale      |
| 2007      | 2e                 | 4e          | 77          | 42          | 23          | 8           | 11          | 67          | 34          | +33         | 32es de finale      |
| 2008      | 2e                 | 3e          | 79          | 42          | 23          | 10          | 9           | 68          | 41          | +27         | Huitièmes de finale |
| 2009      | 2e                 | 5e          | 64          | 38          | 18          | 10          | 10          | 50          | 31          | +19         | Seizièmes de finale |
| 2010      | 2e                 | 4e          | 66          | 38          | 19          | 9           | 10          | 55          | 43          | +12         | 32es de finale      |
| 2011-2012 | 2e                 | 9e          | 67          | 48          | 19          | 10          | 19          | 53          | 46          | +7          | Seizièmes de finale |
| 2011-2012 | 2e                 | 9e          | 67          | 48          | 19          | 10          | 19          | 53          | 46          | +7          | 32es de finale      |
| 2012-2013 | 3e Oural-Povoljié  | 10e         | 30          | 28          | 8           | 6           | 14          | 23          | 29          | -6          | 128es de finale     |
| 2013-2014 | 3e Oural-Povoljié  | 3e          | 49          | 27          | 15          | 4           | 8           | 44          | 36          | +8          | 256es de finale     |
| 2014-2015 | 3e Oural-Povoljié  | 1er         | 50          | 30          | 15          | 5           | 10          | 42          | 31          | +9          | 64es de finale      |
| 2015-2016 | 2e                 | 20e         | 24          | 38          | 6           | 6           | 26          | 20          | 60          | -40         | 32es de finale      |
| 2016-2017 | 3e Oural-Privoljié | 7e          | 29          | 24          | 8           | 5           | 11          | 23          | 35          | -2          | 64es de finale      |
| 2017-2018 | 3e Oural-Privoljié | 4e          | 45          | 24          | 13          | 6           | 5           | 37          | 19          | +18         | 128es de finale     |
| 2018-2019 | 3e Oural-Privoljié | 2e          | 45          | 25          | 13          | 6           | 6           | 44          | 25          | +19         | 128es de finale     |
| 2019-2020 | 3e Oural-Privoljié | 4e          | 32          | 17          | 10          | 2           | 5           | 37          | 23          | +14         | Seizièmes de finale |
| 2020-2021 | 3e Groupe 4        | 1er         | 64          | 28          | 22          | 1           | 6           | 75          | 26          | +50         | 64es de finale      |
| 2021-2022 | 2e                 | 17e         | 37          | 38          | 8           | 13          | 17          | 29          | 45          | -16         | Huitièmes de finale |
| 2022-2023 | 2e                 | 11e         | 44          | 34          | 11          | 11          | 12          | 35          | 36          | -1          | Huitièmes de finale |
| 2023-2024 | 2e                 | en cours    | en cours    | en cours    | en cours    | en cours    | en cours    | en cours    | en cours    | en cours    | 16es de finale      |

### Bilan européen
Le Kamaz prend part à sa seule et unique compétition européenne en 1996, année qui le voit participer à la Coupe Intertoto. Faisant son entrée lors de la phase de groupes, le club termine à la première place du groupe 8, affichant un bilan de trois victoires pour un match nul. Son parcours s'arrête cependant lors du tour suivant qui le voit tomber sur la pelouse de l'En Avant de Guingamp à l'issue de la prolongation.
Note : dans les résultats ci-dessous, le score du club est toujours donné en premier.
| Saison | Compétition     | Tour         | Club            | Domicile | Extérieur | Total   |
| ------ | --------------- | ------------ | --------------- | -------- | --------- | ------- |
| 1996   | Coupe Intertoto | Groupe 8     | ŁKS Łódź        | 3 - 0    | N/A       | Premier |
| 1996   | Coupe Intertoto | Groupe 8     | Kaucuk Opava    | N/A      | 2 - 1     | Premier |
| 1996   | Coupe Intertoto | Groupe 8     | Spartak Varna   | 2 - 2    | N/A       | Premier |
| 1996   | Coupe Intertoto | Groupe 8     | TSV Munich 1860 | N/A      | 1 - 0     | Premier |
| 1996   | Coupe Intertoto | Demi-finales | EA Guingamp     | 2 - 0    | 0 - 4 ap  | 2 - 4   |

Légende
- Victoire ou qualification pour le tour suivant
- Match nul
- Défaite ou élimination de la compétition

## Personnalités

### Entraîneurs
La liste suivante présente les différents entraîneurs du club.
- Valeri Tchetverik (1981-1996)
- Ivan Boutali (1996)
- Benjaminas Zelkevičius (1997)
- Ivan Boutali (1998)
- Valeri Tchetverik (avril 1998-mai 1998)
- Ivan Boutali (1998)
- Valeri Tchetverik (1999)
- Piotr Choubine (janvier 2000-juin 2001)
- Ivan Boutali (juin 2001-mai 2002)
- Ievgueni Tchetverik (mai 2002-août 2002)
- Ivan Boutali (août 2002-septembre 2002)
- Iouri Gazzaïev (septembre 2002-octobre 2009)
- Vitali Panov (octobre 2009-décembre 2009)
- Robert Ievdokimov (décembre 2009-novembre 2011)
- Vladimir Klontsak (novembre 2011-juillet 2016)
- Igor Chinkarenko (juillet 2016-septembre 2016)
- Vladimir Klontsak (septembre 2016-décembre 2017)
- Ievgueni Iefremov (décembre 2017-juin 2019)
- Mikhaïl Belov (juin 2019-octobre 2020)
- Ildar Akhmetzianov (depuis octobre 2020)

### Joueurs emblématiques
Les joueurs internationaux suivants ont joué pour le club. Ceux ayant évolué en équipe nationale lors de leur passage au Kamaz sont marqués en gras.
- Ivan Yaremchuk
- Akhrik Tsveiba
- Anton Bobior
- Soslan Djanaïev
- Vladislav Ignatiev
- Rouslan Nigmatoulline
- Andreï Novosadov
- Ievgueni Varlamov
- Barsegh Kirakosyan
- Ruslan İdiqov
- Aleksandr Lukhvich
- Iouri Choukanov
- Zajko Zeba
- Iuri Gabiskiria
- Revaz Gotsiridze
- Mikheil Jishkariani
- Oleg Kapustnikov
- Maksim Chevtchenko
- Sergueï Jounenko
- Valdemaras Martinkenas
- Aidas Preikšaitis
- Tomas Ražanauskas
- Giedrius Žutautas
- Essau Kanyenda
- Nicolae Josan
- Alexandru Onică
- Badran Al-Shagran
- Adnan Awad